# Tsuda Yukio
Tsuda Yukio (jap. 津田 幸男; Tsuda Yukio, * 15. August 1917 in Hyogo; † 17. April 1979) war ein japanischer Fußballnationalspieler.
Tsuda wurde 1940 in einem japanischen Freundschafts-Turnier gegen die Auswahl der Philippinen eingesetzt. Elf Jahre später wurde er bei den Asienspielen 1951 in drei weiteren Spielen eingesetzt. Weitere Berufungen folgten nicht mehr.